# Obszar Chronionego Krajobrazu Lasy Przysusko-Szydłowieckie
Obszar Chronionego Krajobrazu Lasy Przysusko-Szydłowieckie – obszar chronionego krajobrazu utworzony w 1983 roku. Obejmuje kompleks lasów Puszczy Rozwadowskiej i Świętokrzyskiej, zaś jego powierzchnia wynosi 41 593 ha.
Niemal 90% powierzchni obszaru (37 247 ha) leży na terenie województwa mazowieckiego (gminy: Gielniów, Przysucha, Borkowice, Chlewiska, Szydłowiec, Mirów, Jastrząb). Pozostała część (4346 ha) znajduje się w granicach województwa świętokrzyskiego (gmina Gowarczów).
W obrębie obszaru znajdują się 4 rezerwaty przyrody (Puszcza u źródeł Radomki, Podlesie, Rezerwat Cisowy Majdów, Rezerwat Cisowy Skarżysko), 32 pomniki przyrody (drzewa) oraz 2 parki zabytkowe.
Jest to obszar porośnięty w znacznym stopniu lasami mieszanymi z jodłą, świerkiem, brzozą i bukiem oraz licznymi źródliskami i małymi ciekami wodnymi. Obszar ten jest słabo poznany pod względem przyrodniczym. Kompleksy leśne tworzą w dużej mierze mieszane starodrzewia z dużą ilością śródleśnych torfowisk.
Stosunkowo najlepiej poznana jest na tym terenie ornitofauna. Z ciekawszych gatunków ptaków występują: cietrzewie, jarząbki, bociany czarne, orły bieliki. Faunę ssaków reprezentują liczne gatunki zwierząt łownych. Często spotykamy tu również koszatki leśne i popielice.